# Le Canada (navire)
Cet article concerne un navire. Pour le quotidien montréalais, voir Le Canada (journal).
Ne doit pas être confondu avec HMS Canada.
Pour les articles homonymes, voir Le Canada et Canada (homonymie).
Le Canada était un navire construit au chantier naval royal à Québec. Le Canada était une flûte, d'après des plans dressés par des ingénieurs-constructeurs à Rochefort. Le Canada fait partie d’une petite série de navires militaires construits à Québec entre 1742 et 1756.

## Caractéristiques et carrière
Depuis 1738, à la demande des autorités locales, le Ministère de la Marine avait cherché à développer les lancements militaires au Canada, pensant tirer profit des énormes forêts de la région. Un ingénieur constructeur, René-Nicolas Levasseur, fut envoyé à Québec pour prendre en charge le chantier naval et les constructions. Le Canada fut sans doute mis sur cale sur les berges de la rivière Saint-Charles, qui traverse la ville de Québec. 
Le Canada était une flûte à deux ponts, c'est-à-dire un transporteur armé. N’étant pas destiné au combat en ligne, il ne portait qu’une artillerie de 28 pièces réduite à un usage défensif, soit : 
- quatre canons de 12 livres sur sa première batterie[2],
- vingt-quatre canons de 8 sur sa deuxième batterie[2],

Les sources nous donnent un équipage pouvant aller de 100 hommes en temps de paix à 180 hommes en temps de guerre. Le Canada  pouvait filer jusqu’à 7 nœuds, ce qui était une vitesse assez élevée pour un transporteur. Le rapport émis en 1743, après sa traversée de l’Atlantique pour rejoindre Rochefort disait du Canada qu’il « marche bien ». 
Malgré ses qualités nautiques, le Canada resta peu de temps en service. Les bois de Nouvelle-France, en effet, séchaient mal à cause du climat, ce qui entrainait leur rapide pourrissement. Ce mal affectait presque toutes les unités militaires construites à Québec. En 1747, cinq ans seulement après son lancement, le Canada fut mis à la casse. 

### Sources et bibliographie
- Jacques Mathieu, Levasseur René-Nicolas, Dictionnaire biographique du Canada, vol. IV (1771-1800), Université Laval, 1980 (lire en ligne).
- Michel Vergé-Franceschi (dir.), Dictionnaire d'histoire maritime, Paris, éditions Robert Laffont, coll. « Bouquins », 2002, 1508 p. (ISBN 2-221-08751-8 et 2-221-09744-0, BNF 38825325)
- Jean Meyer et Martine Acerra, Histoire de la marine française : des origines à nos jours, Rennes, Ouest-France, 1994, 427 p. [détail de l’édition] (ISBN 2-7373-1129-2, BNF 35734655)
- Rémi Monaque, Une histoire de la marine de guerre française, Paris, éditions Perrin, 2016, 526 p. (ISBN 978-2-262-03715-4)
- Olivier Chaline, La mer et la France : Quand les Bourbons voulaient dominer les océans, Paris, Flammarion, coll. « Au fil de l’histoire », 2016, 560 p. (ISBN 978-2-08-133327-7)
- Étienne Taillemite, Dictionnaire des marins français, Paris, éditions Tallandier, 2002, 573 p. (ISBN 2-84734-008-4)
- Martine Acerra et André Zysberg, L'essor des marines de guerre européennes : vers 1680-1790, Paris, SEDES, coll. « Regards sur l'histoire » (no 119), 1997, 298 p. [détail de l’édition] (ISBN 2-7181-9515-0, BNF 36697883)
- Jean-Michel Roche (dir.), Dictionnaire des bâtiments de la flotte de guerre française de Colbert à nos jours, t. 1, de 1671 à 1870, éditions LTP, 2005, 530 p. (lire en ligne)
- Alain Demerliac, La Marine de Louis XV : Nomenclature des Navires Français de 1715 à 1774, Nice, Oméga, 1995